# 낭가르하르 대학교
낭가르하르 대학교 (파슈토어: د ننګرهار پوهنتون, 페르시아어: پوهنتون ننگرهار)는 아프가니스탄 잘랄라바드에 위치한 정부 지원 고등 교육기관이다. 아프가니스탄에서 두번째로 큰 규모의 대학기관이다. 13개의 학부가 존재하며 15,385명의 학생들이 재학하고 있다. 낭가르하르 대학교는 1963년 의과 대학으로 설립되었다. 이후 지역 내 다른 대학들과 합쳐져 종학대학으로 변모하였다. 현재 대학 내에는 농학, 공학, 교육, 의학, 신학, 교육학, 정치학 그리고 수의학 등의 학부들이 자리잡고 있다.파슈토어: د ننګرهار پوهنتون